# Китайски мунтжак
Китайският мунтжак още мунтжак на Рийвс (Muntiacus reevesi) е вид бозайник от семейство Еленови (Cervidae).

## Разпространение
Видът е разпространен в Китай, Провинции в КНР и Тайван. Внесен е във Великобритания.